# Express AM2
Express AM2 ist ein Fernsehsatellit der Russian Satellite Communications Company (RSCC) mit Sitz in Moskau. 
Er wurde am 30. März 2005 an Bord einer Proton K-Rakete in den Orbit befördert. 
Über Express AM2 werden nicht nur Rundfunk- und TV-Programme gesendet; auch staatliche und private Internet- und Telekommunikationsdienste, VSAT-gestützte Netzwerktechnologie sowie Multimediadienste für zum Beispiel Fernbildung oder Telemedizin werden ermöglicht. 
Außerdem stellt der Satellite Kapazitäten für mobile Präsidenten- und Regierungsverbindungen bereit.

## Empfang
Der Satellit kann in Asien, Russland, dem Nahen Osten und Teilen Europas empfangen werden. 
Die Übertragung erfolgt im C-, und Ku-Band.